# Marc Burns
Marc Burns (Puerto España, Trinidad y Tobago, 7 de enero de 1983) es un atleta trinitense, especialista en la prueba de relevos 4 × 100 m, con la que ha llegado a ser campeón olímpico en Pekín 2008.

## Carrera deportiva
Su mayor éxito es haber conseguido el oro en los JJ. OO. de Pekín 2008 por delante de los japoneses que ganaron la plata; en un principio el oro lo había ganado el equipo jamaicano pero uno de los corredores dio positivo en un test de dopaje y les fue retirada la medalla, que pasó a los trinitenses, los cuales además de Marc Burns, eran: Keston Bledman, Emmanuel Callender y Richard Thompson.
También ha logrado tres medallas de plata en mundiales, y otra también de plata en las Olimpiadas de Londres 2012, siempre en la competición de relevos 4 × 100 m.